# جنبش فلسفی
جنبش فلسفی (به انگلیسی: philosophical movement)، به پدیده‌ای گفته می‌شود که توسط عده‌ای از فیلسوفان که دارای اصالت یا سبک فکری مشترک هستند تعریف می‌گردد. ایده‌های آنها بیشتر از فرایند آموزشی و ارتباطاتی که در درون گروه وجود دارد ناشی می‌شود تا از تأثیرات برون گروهی. عمدهٔ جنبش‌های فلسفی با ویژگی‌هایی چون ملیت، زبان یا عصر تاریخی که در آن ظهور می‌کنند دسته‌بندی می‌شوند.
صحبت در مورد یک جنبش فلسفی، اغلب می‌تواند به صورت بیان نظرات تعداد زیادی از فیلسوفان مختلف باشد (همچنین سایر گروه‌های مرتبط با فلسفه مانند تاریخ‌نویسان، هنرمندان، دانشمندان و شخصیت‌های سیاسی). از سوی دیگر، بیشتر جنبش‌های فلسفی در تاریخ شامل تعداد بی‌شماری از افرادی هستند که باهم در مسائل زیادی اختلاف نظر دارند؛ این امر درست نیست یا به نحوی کاریکاکوتر کشیدن از یک جنبش است که بگوییم تمامی پیروان یک جنبش دارای نظر واحدی هستند. ایده‌هایی که یک جنبش فلسفی عمدتاً بر پایه آن تعریف می‌شود عبارت است از قالب‌هایی (چتری) است که متفکرین مختلف نظرهای مشخص خود را تحت آن توسعه می‌دهند.
رنسانس، عصر روشنگری و رمانتی‌سیزم، برخلاف ایده جنبش فلسفی «جنبش‌های» وسیع‌تر «فرهنگی» هستند که بر مبنای دغدغه‌های مجزای فلسفی شناخته می‌شوند. گرچه این جبنش‌ها هسته‌های فلسفی را در خود دارند. اما از حوزه فلسفه فراتر رفته و حوزه‌های گسترده‌تر هنری و فرهنگی را تحت پوشش خود قرار می‌دهند، لذا این جنبش‌ها تنها مختص به فلسفه نمی‌شوند تا بتوان آنها را بخشی از جنبش فلسفی قلمداد نمود.
جنبش‌ها نیز همانند تعالیم و نظریات بخصوص، دارای نام با پسوندهای «ایزم» (یا «ایسم») هستند. آنچه یک جنبش را از یک نظریهٔ مشخص مجزا، قابل شناسایی و جالب می‌سازد این است که جنبش‌ها حاوی کارهای ذهنی فراوان در مورد یک یا چند ایده در یک مقطع زمانی و مکانی مشخص هستند. فهرست کوتاهی از جنبش‌های فلسفی بزرگ به ترتیب تقریبی زمانی به قرار ذیل است:

## عصر باستان
- شک‌گرایی آکادمیک
- ارسطوگری
- کنفسیوس‌گرایی
- مکتب کلبیون
- مکتب کورنایی
- اپیکوریسم
- فلسفه افلاطونی
- مکتب فیثاغوری
- مکتب پیرهونی
- رواقی‌گری
- سوفسطایی‌گری

## قرون وسطی
- آگوستینیسم
- نئوکنفوسیونیسم
- فلسفه نوافلاطونی
- اوکامیسم
- فلسفه مدرسی
- تومیسم

## مدرن
- تجربه‌گرایی
- اگزیستانسیالیسم
- ایدئالیسم آلمانی
- منطق‌گرایی
- اثبات‌گرایی منطقی
- نوگرایی
- عینیت‌گرایی (آین رند)
- پدیدارشناسی (فلسفه)
- عمل‌گرایی
- خردگرایی
- فایده‌گرایی

## دوره معاصر
- واسازی (همچنین ساختارشکنی (معماری) را ببینید).
- پست‌مدرنیسم
- پساساختارگرایی
- فلسفه پویشی
- ساختارگرایی

## شرقی
برای دیدن لیست جنبش‌های فلسفی آسیایی به فلسفه شرقی مراجعه نمایید.